# Lovitt Records
Lovitt Records ist ein seit 1995 bestehendes Independent-Label aus Arlington, Virginia, einem Vorort der US-amerikanischen Hauptstadt Washington, D.C. Das Label veröffentlicht vor allem Aufnahmen aus dem Bereich Emo, Post-Hardcore, Punkrock und Indierock.

## Geschichte
Der Student Brian Lowit, der am Guildford College in Greensboro, North Carolina, eingeschrieben war, gründete das Label 1995.
Das zuerst in Greensboro gegründete Label zog aber drei Jahre später in einen Vorort von Washington D.C. nach Arlington um.
Das Label veröffentlicht vor allem Genre-Bands aus der Gegend Washington, D.C. und Virginia, wobei auch einzelne – teils stärker kommerziell erfolgreiche – Punkbands veröffentlicht haben. Tendenziell wurden nach der Jahrtausendwende stärker experimentellere und ruhigere Bands – oft Nebenprojekte von auf dem Label veröffentlichenden Hardcore-Punk- und Emo-Bandmitgliedern – aus dem Bereich Indierock und Punk veröffentlicht.
Das Label selbst beschreibt die Stile und Sounds der Bands wie folgt:

“Lovitt is firmly committed to exploring a variety of genres while maintaining a no-nonsense, punk aesthetic.”

## Stile
Ein Großteil der Bands und veröffentlichten Alben, EPs und Splits lassen sich dem Emo, Post-Hardcore und Hardcore-Punk zuordnen. Emo-Legenden wie Four Hundred Years, Engine Down oder Sleepytime Trio sowie Postcore-Gruppen, etwa Decahedron oder Haram gehören zu diesen Bands.
Weiterhin veröffentlicht das Label auch Aufgenommenes einiger Künstler aus dem Indierock- und Punkrockbereich, wobei die Schweden von Division of Laura Lee zu den bekanntesten Gruppen gehören dürften.
Viele Künstler spielen bzw. spielten in mehreren Bands, deren Aufnahmen beim Label publiziert wurden und werden.

## Bands (Auswahl)
- Bats&Mice
- Ben Davis
- Bughummer
- The Cassettes
- Dame Fate
- Decahedron
- Del Cielo
- Des Ark
- Division of Laura Lee
- Engine Down
- Fin Fang Foom
- Four Hundred Years
- Glös
- The Grey
- Haram
- Maximilian Colby
- Navies
- Pinebender
- Rah Bras
- Sleepytime Trio
- Supine to Sit[2]